# Gian Carlo Zanasi
Giancarlo Zanasi es un exvoleibolista italiano. Hermano de Franco Zanasi.